# Ігнат-Даши
Ігнат-Даши (азерб. İqnat daşı) — острів у Каспійському морі поблизу південно-східного узбережжя Азербайджану, на східній околиці Апшеронського півострова. Є одним з островів Бакинського архіпелагу.
Увечері 4 липня 2021 року на острові почалося виверження грязьового вулкана та викинув стовп полум'я на висоту понад 500 метрів. Полум'я було помічено в Баку за 75 кілометрів на північний схід. Востаннє вулкан проявляв активність у 1945 році.